# Elopiformes
Los tarpones (Elopiformes) son un orden de peces marinos teleósteos del superorden Elopomorpha, distribuidos por todos los océanos. Es un grupo pequeño en la actualidad, aunque existen bastantes especies extintas.

## Sistemática
Existen dos familias de tarpones, los llamados machetes y los sábalos:
- Elopidae - Machetes o Bananos
- Megalopidae - Sábalos

## Imágenes

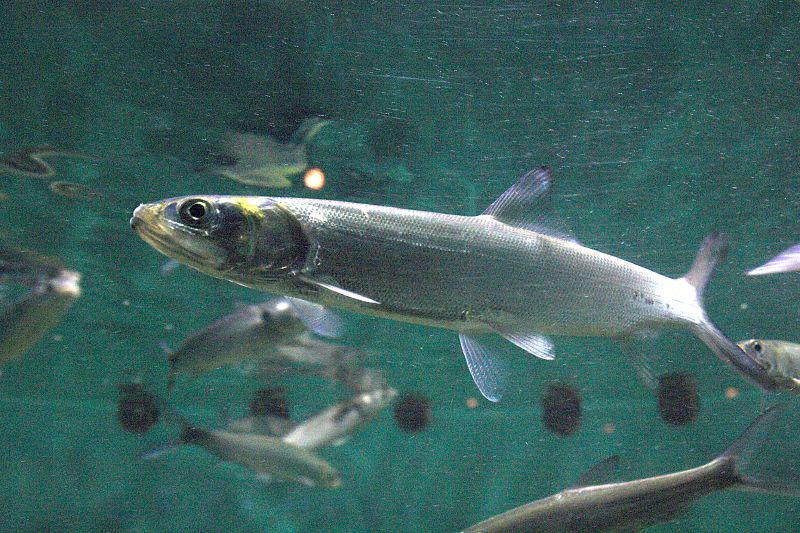
Machete (Elopidae)
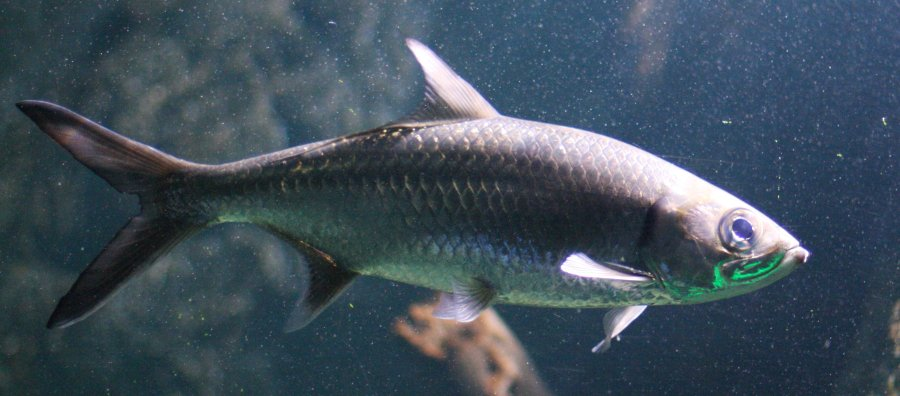
Tarpón indo-pacífico (Megalops cyprinoides)
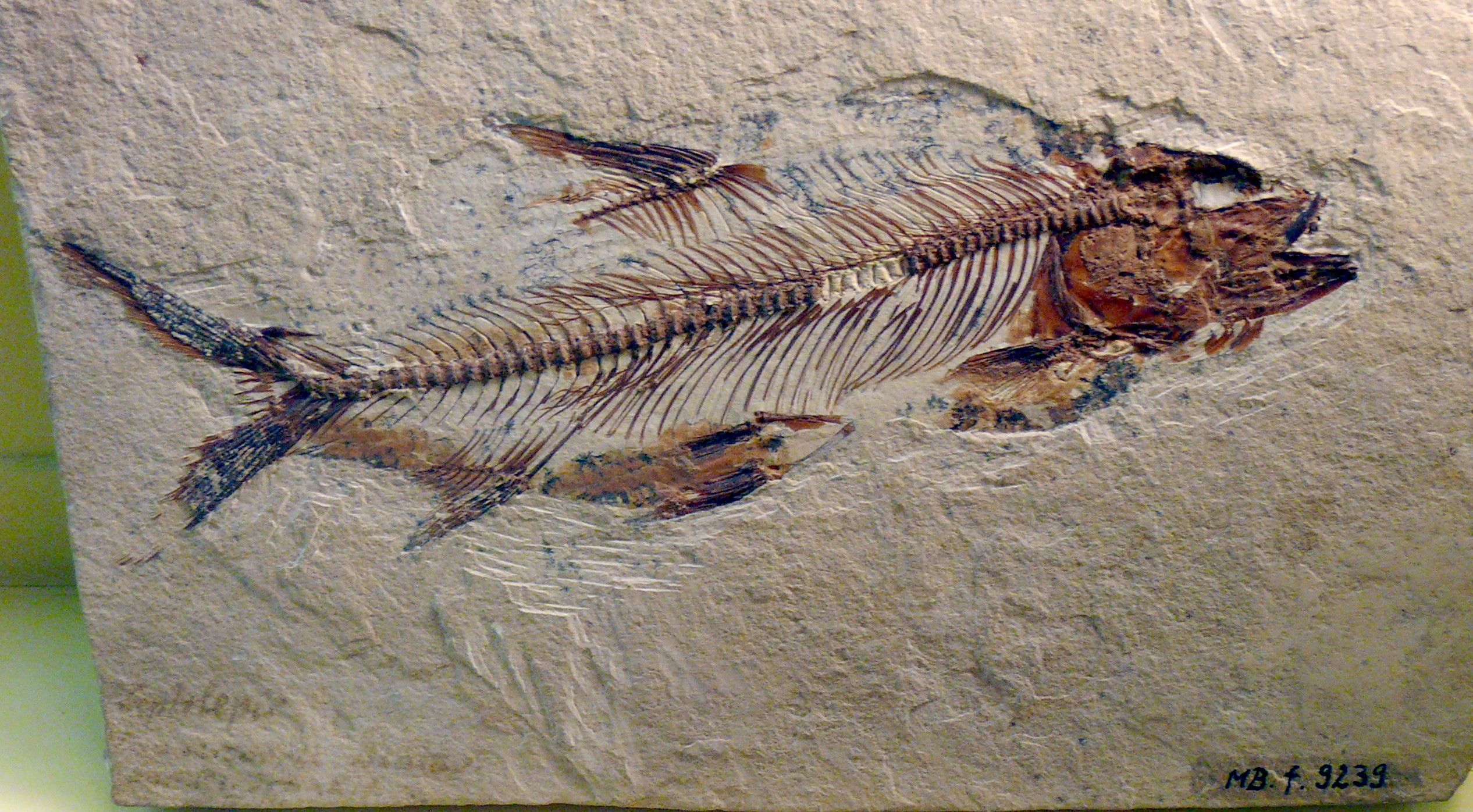
Aethalion knorri (fósil del Jurásico)